# جويل أبوت (ضابط)
جويل أبوت (بالإنجليزية: Joel Abbot)‏ هو ضابط أمريكي، ولد في 18 يناير 1793 في Westford, Massachusetts ‏ في الولايات المتحدة، وتوفي في 14 ديسمبر 1855 في هونغ كونغ في الصين.